# Liste der Kulturdenkmäler in Babenhausen
Die folgende Liste enthält die in der Denkmaltopographie ausgewiesenen Kulturdenkmäler auf dem Gebiet  der  Stadt Babenhausen, Landkreis Darmstadt-Dieburg, Hessen.
Hinweis: Die Reihenfolge der Denkmäler in dieser Liste orientiert sich zunächst an Stadtteilen und anschließend der Anschrift, alternativ ist sie auch nach der Bezeichnung, der vom Landesamt für Denkmalpflege vergebenen Nummer oder der Bauzeit sortierbar.
Kulturdenkmäler werden fortlaufend im Denkmalverzeichnis des Landes Hessen durch das Landesamt für Denkmalpflege Hessen auf Basis des Hessischen Denkmalschutzgesetzes (HDSchG) geführt. Die Schutzwürdigkeit eines Kulturdenkmals hängt nicht von der Eintragung in das Denkmalverzeichnis des Landes Hessen oder der Veröffentlichung in der Denkmaltopographie ab.

Das Vorhandensein oder Fehlen eines Objekts in dieser Liste ist keine rechtsverbindliche Auskunft darüber, ob es Kulturdenkmal ist oder nicht: Diese Liste entspricht möglicherweise nicht dem aktuellen Stand der offiziellen Denkmaltopographie. Diese ist für Hessen in den entsprechenden Bänden der Denkmaltopographie Bundesrepublik Deutschland und im Internet unter DenkXweb – Kulturdenkmäler in Hessen einsehbar. Auch diese Quellen sind, obwohl sie durch das Landesamt für Denkmalpflege Hessen aktualisiert werden, nicht immer aktuell, da es im Denkmalbestand immer wieder Änderungen gibt.
Eine verbindliche Auskunft erteilt allein das Landesamt für Denkmalpflege Hessen.
Nutze diese Kartenansicht, um Koordinaten in der Liste zu setzen. In dieser Kartenansicht sind Kulturdenkmale ohne Koordinaten mit einem roten bzw. orangen Marker dargestellt und können in der Karte gesetzt werden. Kulturdenkmale ohne Bild sind mit einem blauen bzw. roten Marker gekennzeichnet, Kulturdenkmale mit Bild mit einem grünen bzw. orangen Marker.

## Kulturdenkmäler nach Ortsteilen

### Babenhausen
| Bild                                                 | Bezeichnung                                  | Lage | Beschreibung | Bauzeit         | Objekt-Nr. |
| ---------------------------------------------------- | -------------------------------------------- | --- | --- | --------------- | ---------- |
| Bild gesucht BW                                      | Gesamtanlage Altstadt                        | Am Hexenturm 1–31, 6, 22–30, Amtsgasse 2–42, 44, An der Stadtmauer 2, 3, Backhausgasse 2–12, 14, Badegasse 1, 3–13, Blaugasse 7–11, 2–10, Brandgasse 4, 6, Fahrstraße 1–51, 4–60, Gaylingsgasse 3, 4, Im Fronhof 1, 2–16, Marktplatz 1–8, Neuer Weg 4, 12, Neugasse 2–9, 11, Platanenweg 16–34, Sackgasse 1–23, 2–36, Schloßgasse 2–23, 25, 27, Schloßweg 7, 2–6, Zwingergasse 1–6 Lage | Die Gesamtanlage ist durch den Verlauf der Stadtmauer umgrenzt. Hinzugezählt werden darüber hinaus noch der Bereich der Stadtmühle und des Schlosses, sowie die Bebauung entlang des Schloßweges. Der Bereich der befestigten mittelalterlichen Stadt weist noch eine zusammenhänge Ortsstruktur mit Handwerker-, Ackerbürger- und Burgmannenhäusern auf.                                        |                 | 776404 DDB |
| weitere Bilder                                       | Bahnhof                                      | Am Bahnhof 1, 1a, Aschaffenburger Straße 2a LageFlur: 3, Flurstück: 367/26, 367/30 | | 1858            | 133648 DDB |
| Am Hexenturm 1                                       | Wohnhaus                                     | Am Hexenturm 1 LageFlur: 1, Flurstück: 795/1 | Zweigeschossiger Fachwerkbau in Ecklage, 2. Hälfte 17. Jh. |                 | 14727 DDB  |
| Ehemalige Stadtmühle                                 | Ehemalige Stadtmühle                         | Am Hexenturm 6 LageFlur: 1, Flurstück: 924/1 | |                 | 14728 DDB  |
| Ehemaliger Hof derer von Rodenhausen                 | Ehemaliger Hof derer von Rodenhausen         | Am Hexenturm 15 LageFlur: 1, Flurstück: 785/1 | Zweigeschossiger stattlicher Fachwerkbau, Bauinschrift: HER GOT HILF 1576 CUNRAT RODENHAUSEN |                 | 14729 DDB  |
| Burgmannenhaus                                       | Burgmannenhaus                               | Am Hexenturm 22 LageFlur: 1, Flurstück: 758 | Ältestes Fachwerkhaus in Babenhausen aus dem Jahr 1484. |                 | 14730 DDB  |
| Am Hexenturm 28                                      | Wohnhaus                                     | Am Hexenturm 28 LageFlur: 1, Flurstück: 762 | |                 | 14731 DDB  |
| Am Hexenturm 30                                      | Wohnhaus                                     | Am Hexenturm 30 LageFlur: 1, Flurstück: 761 | |                 | 14732 DDB  |
| Bild gesucht BW                                      | Ehemalige Synagoge                           | Amtsgasse 16 LageFlur: 1, Flurstück: 827 | |                 | 133646 DDB |
| Amtsgasse 22                                         | Wohnhaus                                     | Amtsgasse 22 LageFlur: 1, Flurstück: 822 | |                 | 14733 DDB  |
| Amtsgasse 24                                         | Wohnhaus                                     | Amtsgasse 24 LageFlur: 1, Flurstück: 821 | |                 | 14734 DDB  |
| Amtsgasse 26                                         | Ackerbürgerhaus                              | Amtsgasse 26 LageFlur: 1, Flurstück: 820 | |                 | 14735 DDB  |
| Amtsgasse 27                                         | Wohnhaus                                     | Amtsgasse 27 LageFlur: 1, Flurstück: 80 | |                 | 14736 DDB  |
| Amtsgasse 28                                         | Ehemaliger Hof derer von Bernstorff          | Amtsgasse 28 LageFlur: 1, Flurstück: 810/2 | |                 | 14737 DDB  |
| Amtsgasse 29                                         | Ehemaliges Amtshaus                          | Amtsgasse 29 LageFlur: 1, Flurstück: 89 | |                 | 14738 DDB  |
| weitere Bilder                                       | Ehemaliger Hof der Geiling von Altheim       | Amtsgasse 30/32 LageFlur: 1, Flurstück: 807, 808, 809 | |                 | 14739 DDB  |
| Eckhaus Amtsgasse 31                                 | Ehemalige Kommandantur                       | Amtsgasse 31/33 LageFlur: 1, Flurstück: 91, 100 | |                 | 14740 DDB  |
| Amtsgasse 34                                         | Wohnhaus                                     | Amtsgasse 34 LageFlur: 1, Flurstück: 766 | |                 | 14741 DDB  |
| Amtsgasse 44                                         | Wohnhaus                                     | Amtsgasse 44 LageFlur: 1, Flurstück: 764 | |                 | 14742 DDB  |
| weitere Bilder                                       | Friedhof                                     | Amtsgasse 59, Ludwigstraße 33, Friedhof LageFlur: 10, Flurstück: 156, 157/1, 157/2 | |                 | 14759 DDB  |
| weitere Bilder                                       | Stadtbefestigung                             | An der Stadtmauer, Stadtmauer, Schloßweg, Platanenallee, Am Schloßweg LageFlur: 1, Flurstück: 108, 110, 124/1, 32, 492/2, 560/1, 757, 900, 901/2, 907/1, 915/1, 919 | Es wird angenommen, dass die erste Stadtbefestigung im Zuge der Erlangung der Stadtrechte 1295 angelegt wurde. 1445 wurden die Befestigungsanlagen erneuert. Etwa 60 % der Mauer sind bis zur Höhe des Wehrgangs erhalten. Von den ehemals 7 quadratischen Mauertürmen sind der Hexenturm und der Breschturm erhalten. Die beiden Tore am nördlichen bzw. südlichen Ortsausgang sind abgegangen. |                 | 14785 DDB  |
| Kaserne                                              | Kaserne                                      | Aschaffenburger Straße 35, Aschaffenburger Straße LageFlur: 25, Flurstück: 131, 134, 143, 147, 148, 150, 151, 152, 154–156, 159–162, 165,167,169,171–174, 176–178, 193 | [ 3 ] |                 | 14743 DDB  |
| Ehemaliges Pfarrhaus, Ehemalige Amtskellerei         | Ehemaliges Pfarrhaus, Ehemalige Amtskellerei | Backhausgasse 2 LageFlur: 1, Flurstück: 815/2 | |                 | 14744 DDB  |
| Backhausgasse 12                                     | Ackerbürgerhaus                              | Backhausgasse 12 LageFlur: 1, Flurstück: 818 | |                 | 14745 DDB  |
| Badegasse 10                                         | Ackerbürgerhaus                              | Badegasse 10 LageFlur: 1, Flurstück: 587/2 | |                 | 14746 DDB  |
| Badegasse 12                                         | Hofanlage                                    | Badegasse 12 LageFlur: 1, Flurstück: 586/1 | |                 | 14747 DDB  |
| Blaugasse 6                                          | Wohnhaus                                     | Blaugasse 6 LageFlur: 1, Flurstück: 800/1 | |                 | 14748 DDB  |
| Wasserturm Babenhausen                               | Wasserturm                                   | Bürgermeister-Rühl-Straße 12 LageFlur: 3, Flurstück: 49/5 | | 1928            | 14749 DDB  |
| Doppelwohnhaus                                       | Doppelwohnhaus                               | Darmstädter Straße 55, 57 LageFlur: 11, Flurstück: 288/1, 289/3 | | 1931/32         | 925010 DDB |
| weitere Bilder                                       | Konfurter Mühle mit Wehranlagen              | Die Konfurter Mühle, Abschlaggraben, Außerhalb Babenhausen 1, 1a, 1b, Gersprenz, Ohlenbach LageFlur: 3, Flurstück: 49/5 | |                 | 133649 DDB |
| Bild gesucht BW                                      | Odenwaldbahn (1), Mümlingtalbahn             | Eisenbahn, Wilhelm-Leuschner-Straße, Hindenburgstraße (L 3065), Die Ebertsländer, Die Almei, Außerhalb Babenhausen 13, Aschaffenburger Straße 2a, Am Bahnhof 1 LageFlur: 3, 12, 26, 27, 29, 30, 37, 38, Flurstück: 367/22, 367/26, 367/30, 369, 380/6, 382, 518/7, 19, 2/4, 255, 226, 59/1, 61, 62, 13/1, 6/2, 6/3, 8/1, 4/2, 4/1                                                       | |                 | 953519 DDB |
| Grabsteine auf dem jüdischen Friedhof in Babenhausen | Jüdischer Friedhof                           | Erschließungsstraße LageFlur: 3, Flurstück: 148 | |                 | 14760 DDB  |
| Fahrstraße 17                                        | Gasthaus „Schwarzter Löwe“                   | Fahrstraße 17, Marktplatz LageFlur: 1, Flurstück: 623, 624/2 | |                 | 14750 DDB  |
| Fahrstraße 20                                        | Wohnhaus                                     | Fahrstraße 20/22 LageFlur: 1, Flurstück: 867, 868 | |                 | 14751 DDB  |
| Fahrstraße 24                                        | Wohn- und Geschäftshaus                      | Fahrstraße 24 LageFlur: 1, Flurstück: 862 | Patrizierhaus am Markt, früher: Gasthof Zum güldenen Engel | 1544            | 14752 DDB  |
| Fahrstraße 26                                        | Ehemaliger Gasthof Zum Schwanen              | Fahrstraße 26 LageFlur: 1, Flurstück: 845 | Patrizierhaus am Markt, früher: Gasthof Zum weißen Schwan |                 | 14753 DDB  |
| Fahrstraße 33                                        | Wohn- und Geschäftshaus                      | Fahrstraße 33 LageFlur: 1, Flurstück: 593 | Buchhandlung Auslese, früher Bäckerei, Inschrift Was den Leib stärkt, kommt aus diesem Haus, was die Seele stärkt, geht vom Wort Gottes aus |                 | 14754 DDB  |
| Fahrstraße 39                                        | Wohnhaus                                     | Fahrstraße 39 LageFlur: 1, Flurstück: 590/1 | |                 | 14755 DDB  |
| Fahrstraße 41                                        | Wohn- und Geschäftshaus                      | Fahrstraße 41 LageFlur: 1, Flurstück: 577/1 | |                 | 14756 DDB  |
| Fahrstraße 48                                        | Wohnhaus                                     | Fahrstraße 48 LageFlur: 1, Flurstück: 44 | |                 | 14757 DDB  |
| Bild gesucht BW                                      | Gesamtanlage Nördliche Stadterweiterung      | Fahrstraße 57–85, Spessartplatz 1, 12, 13 LageFlur: 1, Flurstück: 44 | |                 | 952007     |
| Fahrstraße 60                                        | Wohn- und Geschäftshaus                      | Fahrstraße 60 LageFlur: 1, Flurstück: 37 | |                 | 14758 DDB  |
| Sudhaus der Brauerei Michelsbräu                     | Sudhaus der Brauerei Michelsbräu             | Fahrstraße 81 LageFlur: 1, Flurstück: 337/15 | |                 | 133650 DDB |
| Doppelwohnhaus                                       | Doppelwohnhaus                               | Fahrstraße 83 LageFlur: 1, Flurstück: 337/1 | |                 | 925018 DDB |
| weitere Bilder                                       | Evangelische Pfarrkirche                     | Marktplatz 1 LageFlur: 1, Flurstück: 619 | Erstmals 1262 erwähnt, Umbau und Erweiterung im Jahre 1383 mit dem Chorraum und 1472 mit dem Langhaus. Beachtlich der geschnitzte Altar, die Reste von mittelalterlichen Fresken, der Grafenstuhl und das Epitaph des Grafen Philipp I. von Hanau-Lichtenberg mit der Darstellung einer „Ewigen Anbetung“ aus dem Jahre 1480. Das Epitaph ist innen in der Südwand des Chors eingemauert.        | 13. Jahrhundert | 14761 DDB  |
| Marktplatz 3                                         | Wohnhaus                                     | Marktplatz 3 LageFlur: 1, Flurstück: 622 | |                 | 14762 DDB  |
| Wohnhaus                                             | Wohnhaus                                     | Marktplatz 8 LageFlur: 1, Flurstück: 618 | |                 | 925011 DDB |
| Neugasse 2                                           | Wohnhaus                                     | Neugasse 2 LageFlur: 1, Flurstück: 69/1 | |                 | 14763 DDB  |
| Neugasse 4                                           | Wohnhaus                                     | Neugasse 4 LageFlur: 1, Flurstück: 69/1 | |                 | 14764 DDB  |
| Neugasse 7/9                                         | Wohnhaus                                     | Neugasse 7/9 LageFlur: 1, Flurstück: 60/2, 60/3 | |                 | 14765 DDB  |
| weitere Bilder                                       | Rosenhof, ehemalige Cellba-Werke             | Ostheimer Weg 3, Ostheimer Weg LageFlur: 16, Flurstück: 4, 5/1 | |                 | 133651 DDB |
| Wohnhaus                                             | Wohnhaus                                     | Platanenallee 25 LageFlur: 1, Flurstück: 642/3 | |                 | 925008 DDB |
| Sackgasse 1                                          | Wohnhaus                                     | Sackgasse 1 LageFlur: 1, Flurstück: 36 | |                 | 14767 DDB  |
| Sackgasse 2                                          | Wohnhaus                                     | Sackgasse 2 LageFlur: 1, Flurstück: 62/1 | |                 | 14768 DDB  |
| Hoftor Sackgasse 13                                  | Sachteil Toranlage                           | Sackgasse 13 LageFlur: 1, Flurstück: 33 | | 1560            | 14769 DDB  |
| Sackgasse 14                                         | Ackerbürgerhaus                              | Sackgasse 14 LageFlur: 1, Flurstück: 78 | |                 | 14770 DDB  |
| Sackgasse 15                                         | Wohnhaus                                     | Sackgasse 15 LageFlur: 1, Flurstück: 122/2 | |                 | 14771 DDB  |
| Sackgasse 20                                         | Ackerbürgerhof                               | Sackgasse 20 LageFlur: 1, Flurstück: 86 | |                 | 14772 DDB  |
| Hof derer von Babenhausen                            | Hof derer von Babenhausen                    | Sackgasse 23 LageFlur: 1, Flurstück: 109/2 | sog. Burgmannenhaus |                 | 14773 DDB  |
| Schloßgasse 10                                       | Wohnhaus                                     | Schloßgasse 10 LageFlur: 1, Flurstück: 886/1 | |                 | 14775 DDB  |
| Schloßgasse 11                                       | Wohnhaus                                     | Schloßgasse 11 LageFlur: 1, Flurstück: 859 | |                 | 14776 DDB  |
| Schloßgasse 15                                       | Wohnhaus                                     | Schloßgasse 15 LageFlur: 1, Flurstück: 857 | |                 | 14777 DDB  |
| Schloßgasse 16                                       | Wohnhaus                                     | Schloßgasse 16 LageFlur: 1, Flurstück: 882/2 | |                 | 14778 DDB  |
| Schloßgasse 17                                       | Wohnhaus                                     | Schloßgasse 17 LageFlur: 1, Flurstück: 856 | |                 | 14779 DDB  |
| Schloßgasse 21                                       | Wohnhaus                                     | Schloßgasse 21 LageFlur: 1, Flurstück: 812/1 | |                 | 14780 DDB  |
| Wohnhaus                                             | Wohnhaus                                     | Schloßgasse 23 LageFlur: 1, Flurstück: 813 | |                 | 14781 DDB  |
| Gersprenz-Brücke                                     | Gersprenz-Brücke                             | Schloßweg LageFlur: 1, Flurstück: 915/1 | |                 | 14784 DDB  |
| weitere Bilder                                       | Schloss Babenhausen                          | Schloßweg 1, Der Schwanengraben, Neuer Weg 12 LageFlur: 1, Flurstück: 676/1, 683/2, 699/1 | |                 | 14783 DDB  |
| Jagdhaus mit Nebengebäude                            | Jagdhaus mit Nebengebäude                    | Seligenstädter Straße 26 LageFlur: 4, Flurstück: 86/7 | | um 1910         | 925009 DDB |
| Ziegelhütte                                          | Ehemalige Ziegelhütte                        | Ziegelweg 2 LageFlur: 9, Flurstück: 91/3 | |                 | 14786 DDB  |

### Harpertshausen
| Bild                                        | Bezeichnung                                 | Lage | Beschreibung | Bauzeit | Objekt-Nr. |
| ------------------------------------------- | ------------------------------------------- | --- | --- | ------- | ---------- |
| Gesamtanlage Historischer Ortskern          | Gesamtanlage Historischer Ortskern          | Altheimer Straße 1, 1a, 2, 5–15, 17–29, Hinterm Stiegel 4, Hohe Straße 2, 2a, Kirchstraße 1–14, 16, 18, Langstädter Straße 1–3 Lage | Die Gesamtanlage umfasst die Kirchstraße und die Altheimerstraße und bietet die Erscheinung einer geschlossenen Hofstruktur. Direkt an der Straße liegen vorwiegend traufständige Fachwerkbauernhäuser des 18. und frühen 19. Jahrhunderts. In zweiter Reihe stehen die Stall- und Nebengebäude. Rückwärtig sind Bauerngärten erhalten. |         | 776463 DDB |
| Einfriedung des alten Friedhofs             | Einfriedung des alten Friedhofs             | Kirchstraße LageFlur: 4, Flurstück: 17/1                                                                                            | |         | 925017 DDB |
| Kirche und ehemaliges Rat- und Spritzenhaus | Kirche und ehemaliges Rat- und Spritzenhaus | Kirchstraße 8 LageFlur: 4, Flurstück: 25                                                                                            | | 1866    | 14788 DDB  |
| Bauernhaus                                  | Bauernhaus                                  | Kirchstraße 9 LageFlur: 4, Flurstück: 14                                                                                            | |         | 14789 DDB  |
| Ehemalige Schule                            | Ehemalige Schule                            | Kirchstraße 18 LageFlur: 4, Flurstück: 18/1                                                                                         | |         | 14790 DDB  |

### Harreshausen
| Bild                  | Bezeichnung                                               | Lage | Beschreibung | Bauzeit   | Objekt-Nr. |
| --------------------- | --------------------------------------------------------- | --- | --- | --------- | ---------- |
| weitere Bilder        | Gesamtanlage Harreshausen                                 | Babenhäuser Straße 3, Dorfstraße 1–10, 12–26, Gersprenzstraße 1–31, 33, 35, Sandstraße 1–12, Schulstraße 5–19, 2–6 Lage | Die Gesamtanlage umfasst den historischen Ortskern. Charakteristisch für den Ort sind schmale Hofreiten mit giebelständigen Häusern des 17. bis 19. Jhs., vorwiegend in Fachwerk ausgeführt. Im Nordosten und Nordwesten ist ein weitgehend ungestörter Übergang von Dorf zu Feld erhalten. |           | 776467 DDB |
| Gedenkstein           | Gedenkstein                                               | Der Tannenbusch LageFlur: 9, Flurstück: 13/3 | | 1728      | 924319 DDB |
| weitere Bilder        | Friedhof                                                  | Die Schießäcker beim Kirchhof (Am Trieb) LageFlur: 4, Flurstück: 60 | |           | 14828 DDB  |
| Wohnhaus              | Wohnhaus                                                  | Dorfstraße 2 LageFlur: 1, Flurstück: 100/1 | |           | 14814 DDB  |
| Bild gesucht BW       | Odenwaldbahn (1), Mümlingtalbahn                          | Eisenbahn, Lache, Harreshäuser Allee (K 184), Gersprenz, Die Leiswiesen LageFlur: 1, 2, Flurstück: 462/1–6, 462/8, 144/1, 172/1 | |           | 953520 DDB |
| Gersprenz-Brücke      | Gersprenz-Brücke                                          | Gersprenzstraße LageFlur: 1, Flurstück: 389 | |           | 925016 DDB |
| Bild gesucht BW       | Grünewaldmühle                                            | Gersprenzstraße 1 LageFlur: 1, Flurstück: 81 | |           | 14815 DDB  |
| Hoftor mit Handpforte | Hoftor mit Handpforte                                     | Gersprenzstraße 7, 7a LageFlur: 1, Flurstück: 79/2, 79/3, 79/5 | | 1802      | 14816 DDB  |
| Wohnhaus              | Wohnhaus                                                  | Gersprenzstraße 9 LageFlur: 1, Flurstück: 78 | |           | 925015 DDB |
| Bauernhaus            | Bauernhaus                                                | Gersprenzstraße 10 LageFlur: 1, Flurstück: 94 | |           | 14817 DDB  |
| Wohnhaus              | Wohnhaus                                                  | Gersprenzstraße 11 LageFlur: 1, Flurstück: 76 | |           | 14818 DDB  |
| Wohnhaus              | Wohnhaus                                                  | Gersprenzstraße 13 LageFlur: 1, Flurstück: 73/1 | |           | 14819 DDB  |
| Wohnhaus              | Wohnhaus                                                  | Gersprenzstraße 15 LageFlur: 1, Flurstück: 71/1 | |           | 14820 DDB  |
| Rathaus               | Rathaus                                                   | Gersprenzstraße 16 LageFlur: 1, Flurstück: 97/1 | |           | 14821 DDB  |
| Wohnhaus              | Wohnhaus                                                  | Gersprenzstraße 17 LageFlur: 1, Flurstück: 70 | |           | 14822 DDB  |
| weitere Bilder        | Evangelische Kirche                                       | Gersprenzstraße 20 LageFlur: 1, Flurstück: 1 | |           | 14823 DDB  |
| Wohnhaus              | Wohnhaus                                                  | Gersprenzstraße 22 LageFlur: 1, Flurstück: 2 | |           | 14824 DDB  |
| Wohnhaus              | Wohnhaus                                                  | Gersprenzstraße 26 LageFlur: 1, Flurstück: 11/3 | |           | 14825 DDB  |
| Gersprenzstraße 31    | Wohnhaus                                                  | Gersprenzstraße 31 LageFlur: 1, Flurstück: 35 | |           | 14826 DDB  |
| Barocke Allee         | Barocke Allee                                             | Harreshäuser Alle, Bürgermeister-Rühl-Straße, Die Allee, Im Ort, Ohlenbach, Schulstraße LageFlur: 1, 2, 3, 26, Flurstück: 225/5, 382/2–4, 385/7, 620/1–3, 670/1, 670/5, 703/11, 703/12, 1/2–4, 12/2, 2, 48/3, 50/3, 50/4, 100, 97, 99 | |           | 955136 DDB |
| weitere Bilder        | Ehemaliges Jagdschlösschen mit Einfriedung und Grünfläche | Sandstraße 2, Im Ort LageFlur: 1, Flurstück: 31/1, 591 | Kleines barockes ehemaliges Jagdschloss im Auftrag des Grafen Johann Reinhard III. von Hanau in den Jahren 1722–23 errichtet. Der vier- bzw. fünfachsige zweigeschossige Bau mit quadratischem Grundriss ist verputzt und hat ein Mansardwalmdach. Grundstück stark verkleinert. Früherer großer Garten mit Sichtachse (zum Teil noch erkennbar) zum Schloss Babenhausen. Heute in Privatbesitz | 1722–1723 | 14827 DDB  |
| Sandstraße 3          | Wohnhaus                                                  | Sandstraße 3 LageFlur: 1, Flurstück: 29 | |           | 14829 DDB  |
| Schulstraße 4         | Wohnhaus                                                  | Schulstraße 4 LageFlur: 1, Flurstück: 39/1 | |           | 14830 DDB  |
| Schulstraße 7         | Wohnhaus                                                  | Schulstraße 7 LageFlur: 1, Flurstück: 60/4 | |           | 14831 DDB  |
| Wohnhaus              | Wohnhaus                                                  | Schulstraße 9 LageFlur: 1, Flurstück: 60/3 | |           | 14832 DDB  |

### Hergershausen
| Bild                        | Bezeichnung                                          | Lage | Beschreibung | Bauzeit | Objekt-Nr. |
| --------------------------- | ---------------------------------------------------- | --- | --- | ------- | ---------- |
| Bild gesucht BW             | Gesamtanlage Hergershausen                           | Bahnhofstraße 1–9, 11, Breite Straße 1–20, 22, 24, Eckstraße 1–31, 2–8, Hofstraße 1–9, 11, Pfortestraße 1 – 9, Rathausstraße 1, 2, 4–7, Rodgaustraße 3–7, 6–22, Schmale Straße 1a–10, Schmiedestraße 1, 2, 2a, 4, Tränkgasse 2–4 Lage | Hergershausen wurde im 13. Jh. gegründet und war ein befestigtes Haufendorf. Die Gesamtanlage wird im Südosten durch die Pfortestraße, im Südwesten durch die K183 begrenzt. Den westlichen Rand bildet der befestigte Kirchhof. Im Dorfkern überwiegen giebelständige Bauernhäuser mit Satteldächern. Ende des 19. Jhs. wurden einige Giebelfassaden durch massive Klinkerfassaden ersetzt. |         | 776488 DDB |
| Friedhofsmauer mit Ehrenmal | Friedhofsmauer mit Ehrenmal                          | Am Flurgraben, Am Flurgraben 20 LageFlur: 4, Flurstück: 377/2, 381/1 | |         | 925012 DDB |
| Wohnhaus                    | Wohnhaus                                             | Bahnhofstraße 1 LageFlur: 1, Flurstück: 48 | |         | 14836 DDB  |
| Wohnhaus                    | Wohnhaus                                             | Bahnhofstraße 2 LageFlur: 1, Flurstück: 189 | |         | 14837 DDB  |
| Fachwerkhaus                | Fachwerkhaus                                         | Bahnhofstraße 4 LageFlur: 1, Flurstück: 190/1 | |         | 14838 DDB  |
| Fachwerkhaus                | Fachwerkhaus                                         | Bahnhofstraße 5 LageFlur: 1, Flurstück: 51 | |         | 14839 DDB  |
| Wohnhaus                    | Wohnhaus                                             | Bahnhofstraße 9 LageFlur: 1, Flurstück: 53 | giebelständiger zweigeschossiger Fachwerkbau des 18. Jhs. |         | 14840 DDB  |
| Wohnhaus                    | Wohnhaus                                             | Breite Straße 4 LageFlur: 1, Flurstück: 43 | |         | 133896 DDB |
| Wohnhaus                    | Wohnhaus                                             | Breite Straße 6 LageFlur: 1, Flurstück: 42 | giebelständiger zweigeschossiger Fachwerkbau mit Schmuckfachwerk der 1. Hälfte des 18. Jhs. |         | 14841 DDB  |
| Wohnhaus                    | Wohnhaus                                             | Breite Straße 7 LageFlur: 1, Flurstück: 20 | giebelständiger zweigeschossiger Fachwerkbau, traufseitiges Fachwerk vor 1700, giebelseitig 18. Jh. |         | 14842 DDB  |
| Wohnhaus                    | Wohnhaus                                             | Breite Straße 14 LageFlur: 1, Flurstück: 33/1 | giebelständiger zweigeschossiger Fachwerkbau der 1. Hälfte des 18. Jhs. |         | 14843 DDB  |
| Wohnhaus                    | Wohnhaus                                             | Eckstraße 1 LageFlur: 1, Flurstück: 168 | giebelständiger zweigeschossiger Fachwerkbau des frühen 18. Jhs. |         | 14844 DDB  |
| Wohnhaus                    | Wohnhaus                                             | Eckstraße 2 LageFlur: 1, Flurstück: 173 | giebelständiger zweigeschossiger Fachwerkbau der 1. Hälfte des 18. Jhs. |         | 14845 DDB  |
| Wohnhaus                    | Wohnhaus                                             | Eckstraße 3 LageFlur: 1, Flurstück: 162/2 | |         | 14846 DDB  |
| Wohnhaus                    | Wohnhaus                                             | Eckstraße 5 LageFlur: 1, Flurstück: 161/1 | |         | 14847 DDB  |
| weitere Bilder              | Gersprenz-Brücke                                     | Gersprenz (An der Langfeldsmühle) LageFlur: 1, Flurstück: 313 | |         | 133895 DDB |
| Wohnhaus                    | Wohnhaus                                             | Hofstraße 2 LageFlur: 1, Flurstück: 192 | |         | 14848 DDB  |
| Wohnhaus                    | Wohnhaus                                             | Hofstraße 8 LageFlur: 1, Flurstück: 196/1 | |         | 14849 DDB  |
| Kleinbauernhaus             | Kleinbauernhaus                                      | Mainstraße 4 LageFlur: 1, Flurstück: 208/2 | eingeschossiger giebelständiger Fachwerkbau der Zeit um 1800 |         | 14850 DDB  |
| weitere Bilder              | Langfeldsmühle                                       | Mühlgraben, An der Langfeldsmühle 3 LageFlur: 6, Flurstück: 161, 162 | |         | 776489 DDB |
| Wohnhaus                    | Wohnhaus                                             | Pfortestraße 1 LageFlur: 1, Flurstück: 46 | |         | 14851 DDB  |
| Wohnhaus                    | Wohnhaus                                             | Pfortestraße 3 LageFlur: 1, Flurstück: 45/1 | | 1735    | 14852 DDB  |
| Hofanlage                   | Hofanlage                                            | Rathausstraße 4 LageFlur: 1, Flurstück: 179/2 | |         | 14853 DDB  |
| weitere Bilder              | Evangelische Kirche, Einfriedung ehemaliger Friedhof | Rodgaustraße 5, 7 LageFlur: 1, Flurstück: 76, 77 | schlichter Bau mit 3/8-Schluss, 1712 innerhalb des befestigten Kirchhofs erbaut | 1712    | 14854 DDB  |
| Ehrenmal                    | Ehrenmal                                             | Rodgaustraße 5 LageFlur: 1, Flurstück: 77 | für die Gefallenen des Krieges 1870/71 Inschrift: „Ihren tapferen im Kriege gegen Frankreich 1870 & 1871 gefallenen Söhnen Heinrich Kolb Nikolaus Kolb“ |         | 14854 DDB  |
| Wohnhaus                    | Wohnhaus                                             | Rodgaustraße 6 LageFlur: 1, Flurstück: 62 | |         | 14855 DDB  |
| Fachwerkhaus                | Fachwerkhaus                                         | Rodgaustraße 10 LageFlur: 1, Flurstück: 64/3 | | 1707    | 14856 DDB  |
| Ehemalige Schule            | Ehemalige Schule                                     | Rodgaustraße 16, 18 LageFlur: 1, Flurstück: 69/1, 69/2 | | 1822    | 925014 DDB |
| Wohnhaus                    | Wohnhaus                                             | Schmale Straße 1 LageFlur: 1, Flurstück: 83 | |         | 14857 DDB  |
| Wohnhaus                    | Wohnhaus                                             | Schmale Straße 5 LageFlur: 1, Flurstück: 81 | |         | 14858 DDB  |
| Wohnhaus                    | Wohnhaus                                             | Schmale Straße 6 LageFlur: 1, Flurstück: 13/1 | |         | 14859 DDB  |
| Wohnhaus                    | Wohnhaus                                             | Schmale Straße 10 LageFlur: 1, Flurstück: 14 | |         | 14860 DDB  |

### Langstadt
| Bild                               | Bezeichnung                      | Lage | Beschreibung | Bauzeit | Objekt-Nr. |
| ---------------------------------- | -------------------------------- | --- | --- | ------- | ---------- |
| Bild gesucht BW                    | Gesamtanlage Langstadt           | Albergstraße 3, 2–8, Bürgermeisterstraße 2–10, Fischergasse 2, Friedhofstraße 1, Große Pfarrgasse 1–11, 2, Hauptstraße 3–43, 2–40a, Hintergasse 1–14, 16–26, Kleestädter Straße 31, 33, Kleine Pfarrgasse 2–4, Obere Haaggasse 1–7, Schiemesgasse 1, 2, Untere Haaggasse 2 Lage | Die Gesamtanlage umfasst den größten Teil des ehemals befestigten Ortskerns. Es dominiert Fachwerk des 18. und 19. Jhs. |         | 776517 DDB |
| Wohnhaus                           | Wohnhaus                         | Bürgermeisterstraße 1 LageFlur: 1, Flurstück: 18/1 | |         | 14863 DDB  |
| Bild gesucht BW                    | Odenwaldbahn (1), Mümlingtalbahn | Eisenbahn, Sickenhöfer Weg, Länderbach, Kleestädter Straße, Im Schmittgesgarten, Außerhalb Langstadt 2 LageFlur: 3, 5, Flurstück: 98/16, 98/19, 98/2, 98/7, 101/1, 133/1, 82/1–5, 89/3                                                                                          | |         | 953524 DDB |
| Große Pfarrgasse 1/3               | Wohnhaus                         | Große Pfarrgasse 1, 3a LageFlur: 1, Flurstück: 350/1, 355 | |         | 14864 DDB  |
| Pfarrscheune                       | Pfarrscheune                     | Große Pfarrgasse 7 LageFlur: 1, Flurstück: 363/1 | |         | 14866 DDB  |
| Hauptstraße 7                      | Wohnhaus                         | Hauptstraße 7 LageFlur: 1, Flurstück: 232 | |         | 14867 DDB  |
| Hauptstraße 9                      | Wohnhaus                         | Hauptstraße 9 LageFlur: 1, Flurstück: 233/3 | |         | 14868 DDB  |
| Hauptstraße 20                     | Wohnhaus                         | Hauptstraße 20 LageFlur: 1, Flurstück: 16/1 | |         | 14869 DDB  |
| Hauptstraße 21                     | Wohnhaus                         | Hauptstraße 21 LageFlur: 1, Flurstück: 268/1 | |         | 14870 DDB  |
| Hauptstraße 24                     | Wohnhaus                         | Hauptstraße 24 LageFlur: 1, Flurstück: 12 | |         | 14871 DDB  |
| Ehemaliges Rathaus                 | Ehemaliges Rathaus               | Hauptstraße 28 LageFlur: 1, Flurstück: 410/1 | |         | 14872 DDB  |
| weitere Bilder                     | Evangelische Kirche              | Hauptstraße 29 LageFlur: 1, Flurstück: 374/1 | | 1880    | 14873 DDB  |
| Hauptstraße 39/Kleine Pfarrgasse 2 | Wohnhaus                         | Hauptstraße 39, Kleine Pfarrgasse 2 LageFlur: 1, Flurstück: 378, 379 | |         | 14874 DDB  |
| Ehemaliges Bahnhofsempfangsgebäude | Bahnhof                          | Kleestädter Straße LageFlur: 1, Flurstück: 98/16 | |         | 133898 DDB |
| Wirtschaftsgebäude                 | Wirtschaftsgebäude               | Kleestädter Straße LageFlur: 1, Flurstück: 98/19 | |         | 133898 DDB |
| Kleine Pfarrgasse 4                | Hofanlage                        | Kleine Pfarrgasse 4 LageFlur: 1, Flurstück: 369 | Kleinbauerngehöft des 18. Jhs. mit eingeschossigem Bauernhaus, kleinem Stallgebäude und Bruchsteinscheune               |         | 14875 DDB  |
| weitere Bilder                     | Friedhof und Aussegnungshalle    | Markstraße 23 LageFlur: 2, Flurstück: 378/6 | |         | 924317 DDB |

### Sickenhofen
| Bild            | Bezeichnung                                | Lage | Beschreibung | Bauzeit | Objekt-Nr. |
| --------------- | ------------------------------------------ | --- | --- | ------- | ---------- |
| Bild gesucht BW | Gesamtanlage Sickenhofen                   | Bachstraße 1–3, 5, Ernst-Ludwigstraße 2, 4–15, Hergershäuser Straße 11a, 11–17, 2–6, 14–32, Sachsenhäuser Weg 2–9, Wacholdergasse 1–3, 5 Lage | An der Hergershäuser Straße und an der Ernst-Ludwig-Straße sind vom ehemals geschlossenen Ortsbild zwei große Strukturbereiche mit Fachwerkhäusern des 18. und 19. Jhs. erhalten geblieben. |         | 14876 DDB  |
| Einfriedung     | Einfriedung                                | Bachstraße LageFlur: 1, Flurstück: 275/1 | |         | 924367 DDB |
| weitere Bilder  | Pfarrhaus                                  | Bachstraße 2 LageFlur: 1, Flurstück: 111/1 | |         | 14877 DDB  |
| weitere Bilder  | Ehemaliges Rat- und Schulhaus              | Ernst-Ludwig-Straße 6 LageFlur: 1, Flurstück: 1                                                                                               | |         | 14878 DDB  |
| weitere Bilder  | Evangelische Kirche                        | Ernst-Ludwig-Straße 7 LageFlur: 1, Flurstück: 75/2                                                                                            | |         | 14879 DDB  |
| weitere Bilder  | Gersprenz-Brücke                           | Gersprenz LageFlur: 3, Flurstück: 138 | |         | 924369 DDB |
| Hehnstraße 10   | Wohnhaus                                   | Hehnstraße 10 LageFlur: 1, Flurstück: 256 | |         | 14880 DDB  |
| Wohnhaus        | Wohnhaus                                   | Hergershäuser Straße 16/18 LageFlur: 1, Flurstück: 17, 18/1                                                                                   | |         | 14881 DDB  |
| weitere Bilder  | Jüdischer Friedhof                         | Judenfriedhof LageFlur: 2, Flurstück: 60 | Sandsteingrabplatten des 19. und 20. Jhs., intakte Einfriedungsmauer |         | 14883 DDB  |
| Wohnhaus        | Wohnhaus                                   | Mühlstraße 4 LageFlur: 1, Flurstück: 45 | |         | 14882 DDB  |
| weitere Bilder  | Mühle                                      | Mühlstraße 15a LageFlur: 1, Flurstück: 238 | |         | 924368 DDB |
| weitere Bilder  | Friedhof mit Aussegnungshalle und Ehrenmal | Zum Sickenhöfer See, Zum Sickenhöfer See 5a LageFlur: 2, Flurstück: 220/1, 220/6, 220/7                                                       | |         | 924318 DDB |